# Eleições estaduais em Goiás em 1954
As eleições estaduais em Goiás em 1954 ocorreram em 3 de outubro como parte das eleições gerais no Distrito Federal, em 20 estados e nos territórios federais do Acre, Amapá, Rondônia e Roraima. Foram eleitos nesse dia o governador José Ludovico de Almeida, o vice-governador Bernardo Sayão, os senadores Pedro Ludovico Teixeira e Coimbra Bueno, além de oito deputados federais e trinta e dois deputados estaduais.
Sete anos após ser derrotado na luta pelo Palácio das Esmeraldas, o farmacêutico José Ludovico de Almeida saiu vitorioso ao almejar o poder estadual. Nascido em Itaberaí e formado na Universidade Federal de Goiás, foi auxiliar de seu tio, Pedro Ludovico Teixeira, quando o mesmo foi interventor federal no estado durante a Era Vargas. Eleito deputado estadual em 1933, exerceu o mandato até a outorga do Estado Novo. Nomeado prefeito de sua cidade natal em 1938 e secretário de Fazenda em 1940, exerceria o cargo outra vez a pedido do tio. Em 1947 disputou a cadeira de governador pelo PSD, mas foi vencido por Coimbra Bueno, candidato da UDN.
Para vice-governador foi eleito o agrônomo Bernardo Sayão. Nascido na cidade do Rio de Janeiro e graduado na Universidade Federal de Viçosa, foi funcionário do Ministério da Agricultura, dirigiu a Colônia Agrícola Nacional de Goiás e trabalhou na construção de estradas por empreitada. Filiado ao PSD, este é o seu primeiro mandato político.
O senador eleito com maior votação foi Coimbra Bueno. Nascido em Rio Verde, estudou nos estados de São Paulo e Rio de Janeiro antes de formar-se em Engenharia Civil pela Universidade Federal do Rio de Janeiro. Especialista em Urbanismo, comandou por quatro anos a Assumiu a Superintendência Geral de Obras de Goiânia por conta da construção da referida cidade, onde trabalhou numa empresa ao lado do irmão. Membro do Conselho Estadual de Economia e Finanças e da Associação dos Pecuaristas do Brasil Central, filiou-se à UDN embora tenha começado sua carreira política durante a interventoria de Pedro Ludovico Teixeira. Em 1947 tornou-se o primeiro governador goiano eleito por voto direto desde o fim do Estado Novo. Responsável pela direção técnica da terceira Comissão de Estudos e Localização da Nova Capital do Brasil em 1953, elegeu-se senador no ano seguinte.
Nascido na cidade de Goiás, Pedro Ludovico Teixeira é médico com graduação na Universidade Federal do Rio de Janeiro. Exerceu sua profissão em cidades como Bela Vista de Goiás e Rio Verde. Membro honorário da Academia Paulista de Letras e jornalista, foi redator de A Voz do Povo e opôs-se ao poderio da família Caiado nas páginas de O Sudoeste. Libertado da prisão no dia que irrompeu a Revolução de 1930, assumiu o posto de interventor federal em Goiás no mesmo ano e em 1935 foi eleito governador pelos deputados estaduais, porém retornou à condição de interventor devido ao Estado Novo. Eleito senador pelo PSD em 1945 e governador do estado em 1950, reconquistou uma vaga no Senado Federal quatro anos depois.

## Resultado da eleição para governador
Em relação à disputa pelo governo estadual os arquivos do Tribunal Superior Eleitoral informam o comparecimento de 225.406 eleitores, dos quais 213.465 foram votos nominais ou votos válidos. Foram apurados também 6.406 votos em branco (3,52%) 5.535 votos nulos (2,46%).
| Candidatos a governador do estado | Candidatos a vice-governador | Número | Coligação                      | Votação | Percentual |
| --------------------------------- | ---------------------------- | ------ | ------------------------------ | ------- | ---------- |
| José Ludovico de Almeida PSD      | Bernardo Sayão PSD           | -      | PSD (sem coligação)            | 107.485 | 50,35%     |
| Galeno Paranhos UDN               | Rui Cavalcanti UDN           | -      | Aliança Democrática (UDN, PSP) | 105.980 | 49,65%     |

## Resultado da eleição para vice-governador
Em relação à disputa para vice-governador os arquivos do Tribunal Superior Eleitoral informam o comparecimento de 225.406 eleitores, dos quais 210.893 foram votos nominais ou votos válidos. Foram apurados também 8.859 votos em branco (3,93%) 5.654 votos nulos (2,51%).
| Candidatos a vice-governador | Candidatos a governador do estado | Número | Coligação                      | Votação | Percentual |
| ---------------------------- | --------------------------------- | ------ | ------------------------------ | ------- | ---------- |
| Bernardo Sayão PSD           | José Ludovico de Almeida PSD      | -      | PSD (sem coligação)            | 106.582 | 50,54%     |
| Rui Cavalcanti UDN           | Galeno Paranhos UDN               | -      | Aliança Democrática (UDN, PSP) | 104.311 | 49,46%     |

## Resultado da eleição para senador
Em relação à disputa para senador os arquivos do Tribunal Superior Eleitoral informam o comparecimento de 450.812 eleitores, dos quais 413.766 foram votos nominais ou votos válidos (91,78%). Foram apurados também 30.655 votos em branco (6,80%) 6.391 votos nulos (1,42%).
| Candidatos a senador da República | Candidatos a suplente de senador | Número | Coligação                      | Votação | Percentual |
| --------------------------------- | -------------------------------- | ------ | ------------------------------ | ------- | ---------- |
| Coimbra Bueno UDN                 | Ver abaixo -                     | -      | Aliança Democrática (UDN, PSP) | 104.492 | 25,25%     |
| Pedro Ludovico Teixeira PSD       | Ver abaixo -                     | -      | PSD (sem coligação)            | 104.383 | 25,23%     |
| Dário Cardoso PSD                 | Ver abaixo -                     | -      | PSD (sem coligação)            | 102.618 | 24,80%     |
| Alfredo Nasser UDN                | Ver abaixo -                     | -      | Aliança Democrática (UDN, PSP) | 102.273 | 24,72%     |

## Resultado da eleição para suplente de senador
Foram apurados 348.584 votos nominais (77,32%), 96.109 votos em branco (21,32%) e 6.119 votos nulos (1,36%), resultando no comparecimento de 450.812 eleitores.
| Candidatos a senador da República | Primeiro suplente de senador | Número | Coligação                      | Votação | Percentual |
| --------------------------------- | ---------------------------- | ------ | ------------------------------ | ------- | ---------- |
| Ver acima -                       | Frederico Nunes da Silva UDN | -      | Aliança Democrática (UDN, PSP) | 98.424  | 28,24%     |
| Ver acima -                       | Leopoldo Freire UDN          | -      | Aliança Democrática (UDN, PSP) | 98.424  | 28,24%     |
| Ver acima -                       | José da Costa Pereira PSD    | -      | PSD (sem coligação)            | 75.913  | 21,77%     |
| Ver acima -                       | Guilherme Xavier PSD         | -      | PSD (sem coligação)            | 75.823  | 21,75%     |

## Deputados federais eleitos
São relacionados os candidatos eleitos com informações complementares da Câmara dos Deputados.

Representação eleita
  PSD: 4
  UDN: 2
  PSP: 2

| Deputados federais eleitos | Partido | Votação | Percentual | Cidade onde nasceu | Unidade federativa |
| Emival Caiado              | UDN     | 27.263  |            | Goiás              | Goiás              |
| Cunha Bastos               | UDN     | 21.227  |            | Rio Verde          | Goiás              |
| Taciano Melo               | PSD     | 17.328  |            | Capela             | Alagoas            |
| Wagner Estelita            | PSD     | 14.854  |            | Catalão            | Goiás              |
| Nicanor Silva              | PSP     | 14.521  |            | Itaberaí           | Goiás              |
| Benedito Vaz               | PSD     | 14.079  |            | Ipameri            | Goiás              |
| João de Abreu              | PSP     | 13.655  |            | Taguatinga         | Tocantins          |
| Fonseca e Silva            | PSD     | 12.685  |            | Jaraguá            | Goiás              |

## Deputados estaduais eleitos
Estavam em jogo as 32 cadeiras da Assembleia Legislativa de Goiás.

Representação eleita
  PSD: 14
  UDN: 8
  PSP: 6
  PTB: 4

Fonteː
| Deputados estaduais eleitos        | Partido | Votação | Percentual | Cidade onde nasceu     | Unidade federativa |
| Wilson da Paixão                   | PSD     | 6.219   | 2,75%      | Catalão                | Goiás              |
| Vilmar Guimarães                   | UDN     | 5.317   | 2,35%      | Rio Verde              | Goiás              |
| Venerando de Freitas Borges        | PSD     | 5.227   | 2,31%      | Anápolis               | Goiás              |
| Cileneu França                     | PSD     | 4.541   | 2,01%      | Jataí                  | Goiás              |
| Lincoln Xavier Nunes               | PSP     | 4.122   | 1,82%      | Anápolis               | Goiás              |
| Misach Ferreira Júnior             | PSD     | 3.881   | 1,72%      | Silvânia               | Goiás              |
| Celestino Filho                    | PSD     | 3.879   | 1,72%      | Corumbaíba             | Goiás              |
| Castro Costa                       | PSD     | 3.836   | 1,70%      | Trindade               | Goiás              |
| José Freire                        | PSD     | 3.670   | 1,62%      | Arraias                | Tocantins          |
| Waldir Quinta                      | UDN     | 3.480   | 1,54%      | Caldas Novas           | Goiás              |
| Agenor Diamantino                  | PSD     | 3.474   | 1,54%      | Rio Verde              | Goiás              |
| Edmundo José de Moraes Neto        | UDN     | 3.413   | 1,51%      | Goiás                  | Goiás              |
| Natal Gonçalves de Araújo          | PSD     | 3.330   | 1,47%      | Santa Cruz de Goiás    | Goiás              |
| Felicíssimo do Espirito Santo Neto | PSP     | 3.230   | 1,43%      | Goiás                  | Goiás              |
| Francisco de Brito                 | UDN     | 3.135   | 1,39%      | Conceição do Tocantins | Tocantins          |
| Berenice Teixeira Artiaga          | PSD     | 3.131   | 1,38%      | Santa Cruz de Goiás    | Goiás              |
| José Augusto Ferreira              | UDN     | 3.081   | 1,36%      | Jataí                  | Goiás              |
| Lisboa Machado                     | UDN     | 3.064   | 1,35%      | Monte Alegre de Minas  | Minas Gerais       |
| Paulo Limírio Malheiros            | PSP     | 3.052   | 1,35%      | Formosa                | Goiás              |
| Antônio José de Oliveira           | UDN     | 3.041   | 1,34%      | Monte Alegre de Goiás  | Goiás              |
| Ary Demóstenes de Almeida          | UDN     | 3.033   | 1,34%      | Anápolis               | Goiás              |
| Clotário de Freitas                | PSD     | 3.003   | 1,33%      | Jaraguá                | Goiás              |
| Joviano Rincon Segóvia             | PSP     | 2.955   | 1,31%      | Uberaba                | Minas Gerais       |
| Nelson Siqueira                    | PSD     | 2.871   | 1,27%      | Santa Cruz de Goiás    | Goiás              |
| Mário Mendonça Neto                | PSP     | 2.830   | 1,25%      | Catalão                | Goiás              |
| Almerinda Magalhães Arantes        | PTB     | 2.784   | 1,23%      | Posse                  | Goiás              |
| Jerônimo Pinheiro de Abreu         | PSD     | 2.781   | 1,23%      | Itaberaí               | Goiás              |
| Gabriel de Campos Guimarães        | PSP     | 2.775   | 1,23%      | Planaltina             | Goiás              |
| Jair Abrão Estrela                 | PSD     | 2.564   | 1,13%      | Ipameri                | Goiás              |
| Rezende Monteiro                   | PTB     | 2.392   | 1,06%      | Caiapônia              | Goiás              |
| Antônio de Queiroz Barreto         | PTB     | 2.284   | 1,01%      | Goiás                  | Goiás              |
| Luiz Ângelo Milazzo                | PTB     | 2.214   | 0,98%      | Juiz de Fora           | Minas Gerais       |